# Aphylla silvatica
Aphylla silvatica är en trollsländeart som beskrevs av Belle 1992. Aphylla silvatica ingår i släktet Aphylla och familjen flodtrollsländor. Inga underarter finns listade i Catalogue of Life.